# オナラスカ町 (ウィスコンシン州)
オナラスカ町（オナラスカちょう、英語: Town of Onalaska、[ˌɒnəˈlæskə] ON-ə-LASS-kə）は、アメリカ合衆国ウィスコンシン州ラクロス郡の町（他州の郡区に相当する行政区画）。オナラスカ湖岸に位置し、オナラスカ市とホールメンと接する。人口は5,843人（2023年推計）。ラクロス・オナラスカ大都市統計地域に含まれる。

## 地理
アメリカ合衆国国勢調査局によると、2023年時点の面積は42.61平方マイル (110.4 km2)で、そのうち陸地は34.17平方マイル (88.5 km2)、水域は8.44平方マイル (21.9 km2)、割合は19.8パーセントである。
オナラスカ町のコミュニティは、国勢調査指定地域のブライスプレーリー、未編入地域のミッドウェイなどがある。

## 歴史
隣接するオナラスカ市とホールメン村はオナラスカ町の土地を無秩序に編入していたことから、反発したオナラスカ町議会は村として法人化を決議した。新村名は町役場が所在する集落よりミッドウェイ（Midway）に決まった。ホールメン村議会はこの決定に不服を申し立てた。
2016年2月13日、オナラスカ町とオナラスカ市とホールメン村は境界に関する協定に署名した。国道53号線周辺にオナラスカ町の回廊地帯が創設される代わりに、法人化のプロセスは中止となった。

## 住民
2020年国勢調査によると、人口は5,835人である。人種別にみると、白人が9割以上を占める。
| 人種 / 民族 (NH = 非ヒスパニック)               | 人口 2010 | 人口 2020 | % 2010 | % 2020  |
| ----------------------------------------------- | --------- | --------- | ------ | ------- |
| 白人 (NH)                                       | 5,341     | 5,445     | 94.98% | 93.32%  |
| アフリカ系アメリカ人 (NH)                       | 34        | 24        | 0.60%  | 0.41%   |
| ネイティブ・アメリカンおよびアラスカ先住民 (NH) | 18        | 14        | 0.32%  | 0.24%   |
| アジア系アメリカ人 (NH)                         | 115       | 95        | 2.05%  | 1.63%   |
| 太平洋諸島系 (NH)                               | 0         | 0         | 0.00%  | 0.00%   |
| その他の人種 (NH)                               | 0         | 0         | 0.00%  | 0.00%   |
| 混血 (NH)                                       | 39        | 159       | 0.69%  | 2.72%   |
| ヒスパニック/ラテン系アメリカ人                 | 76        | 90        | 1.35%  | 1.54%   |
| 合計                                            | 5,623     | 5,835     | 100%   | 100.00% |